# ST마이크로일렉트로닉스
ST마이크로일렉트로닉스(STMicroelectronics)는 스위스 제네바에 본사를 둔 전자 제품과 반도체를 생산하는 기업이다. ST마이크로일렉트로닉스의 공장과 사무실은 이탈리아와 프랑스에 많이 있으며, 사원 대부분은 이탈리아와 프랑스에서 채용한다.
ST마이크로일렉트로닉스 사의 본사, 유럽의 본사는 최근에 시장이 형성된 제네바에 있으며, 모회사인 ST마이크로일렉트로닉스 N.V.의 본사는 네덜란드 암스테르담에 있다.
미국의 본사는 텍사스주 캐럴턴에 있다. 아시아 환태평양 지역의 본사는 싱가포르에 있으며, 한국의 본사는 서울에 있고 일본의 본사는 도쿄에서 운영된다. 중화권의 본사는 상하이에 있다.

## 연혁
ST마이크로일렉트로닉스는 1987년 6월에 이탈리아의 SGS 마이크로일렉트로니카 (이탈리아어: Società Generale Semiconduttori Microelettronica)와 프랑스 톰슨 SA(프랑스어: Thomson SA)의 반도체 사업부 톰슨 세미컨덕터스가 합병하여 설립되었다. 합병될 당시에 ST마이크로일렉트로닉스는 SGS-톰슨으로 알려졌다. 그러나 1998년 5월에 톰슨 SA가 퇴출당하면서 ST마이크로일렉트로닉스로 변경하였다.
SGS 마이크로일렉트로니카와 톰슨 세미컨덕터스는 오래된 반도체 기업중 하나이다. SGS 마이크로일렉트로니카는 이전에 SGS-ATES (이탈리아어: Aquila Tubi E Semiconduttori)라고 불렸고 1972년에 ATES (이탈리아어: Aziende Tecnica ed Elettronica del Sud)와 SGS (이탈리아어: Società Generale Semiconduttori)의 합병으로 설립되었다. ATES는 1963년에 설립된 기업이고 SGS는 1957년에 아드리아노 올리베티가 설립한 기업이다.
톰슨 세미컨덕터는 1982년에 프랑스 정부의 광역 국영 산업에 의하여 설립되었다. 아래는 프랑스 정부의 광역 국영 산업에 의하여 설립된 기업이다:
- 반도체를 제조하는 프랑스의 전자 기업 톰슨 SA.
- 모스텍은 1969년에 텍사스 인스트루먼트의 설립자와 공동으로 설립한 미국 기업이다.
- 실렉은 1977년에 설립하였다.
- 유로테크니크는 1979년에 프랑스의 생고뱅과 미국의 내셔널 세미컨덕터가 합작하여 로쎗 (부쉬뒤 로느)에 설립하였다.
- EFCIS는 1977년에 설립하였다.
- 세스코셈은 1969년에 설립하였다.

1987년에 합병으로 설립된 SGS-톰슨은 매출액 8.5 억 달러를 달성하여 세계적인 반도체 기업중 14위에 해당되는 반도체 제조 기업이 되었다. SGS-톰슨은 창설된 이후로 다음과 같은 반도체 기업을 인수하여 부분적으로 합병하였다:
- 1989년에, 트랜스퓨터 마이크로프로세서로 잘 알려진 영국 기업 인모스로부터 톤 EMI 특허를 인수하였다.
- 1994년에, 캐나다 기업 노텔의 반도체 사업부를 인수하였다.
- 2002년에, 알카텔-루슨트의 마이크로일렉트로닉스 부서, 영국의 시나드 사처럼 상장되지 않은 작은 벤처기업, 무선-랜 시장에 진입하기 위하여 필요한 기술력이 있는 기업을 인수하였다.

1994년 12월 8일에, SGS-톰슨은 유로넥스트 증권거래소와 뉴욕 증권거래소에 주식공개를 완료하였다. 모기업 톰슨 SA는 1998년에 소유지분을 밀라노의 보사 증권거래소에 매각하였다.
2005년에, ST마이크로일렉트로닉스는 인텔, 삼성전자, 텍사스 인스트루먼트, 도시바다음으로 세계 5위 반도체 기업이 되었다. 후발 기업은 인피니온 테크놀로지스, 르네사스 테크놀로지, 니폰 전기, NXP반도체와 프리스케일 세미컨덕터순서로 있다. ST마이크로일렉트로닉스는 유럽에서 가장 큰 반도체 기업이다. 후발 기업은 인피니온 테크놀로지스와 NXP반도체가 있다.

## 주주
ST마이크로일렉트로닉스의 주주는 2005년에 다음과 같다:
- 72.4% 개인
- 13.5% 프랑스의 아레바
- 8.1% 이탈리아의 핀멕카니카
- 5.4% 이탈리아의 예금대부공고 (이탈리아어: Cassa Depositi e Prestiti)

## 회사 구조
ST마이크로일렉트로닉스는 크게 5그룹으로 구성된다. 각 그룹은 몇 개의 부서나 사업부로 형성되어 있다. 각 부서는 제품 포토폴리오의 설계, 산업화, 제조 및 판매를 책임진다. 중앙 연구개발부와 지역 판매부가 ST마이크로일렉트로닉스의 운영을 지원하고 있다.
- 홈 퍼스널 커뮤니케이션: 소비가전, 멀티미디어, 무선과 유선 제품군을 담당한다. MPEG-2 및 MPEG-4 인코딩과 디코딩을 처리하는 디지털 가전용 주문형 반도체, 무선 주문형 반도체, 스마트카드, 전자 여권도 판매한다.
- 메모리 제품 그룹: 단독 메모리 칩 (이이피롬, 직렬 플래시 메모리 및 스마트카드)를 담당한다. 노아 및 낸드 플래시를 포함하여 비휘발 메모리도 누모닉스에서 생산한다.
- 자동차 제품 그룹: 자동차 시장을 타켓으로 아날로그 및 디지털 칩을 생산한다. 자동차 환경, 디지털 라디오방송 집적회로, 자동차 및 전차용 마이크로컨트롤러, 안전장치와 기타 자동차 전용칩도 생산하고 있다.
- 마이크로 전력 및 아날로그 그룹: 아날로그 및 전력회로와 마이크로컨트롤러를 담당한다. 마이크로컨트롤러는 ST6, ST7, µPSD, ST9, ST10, STR7, STR9, STM32가 있다. 전자 부품군도 생산하고 있다.
- 컴퓨터 주변장치 그룹: 컴퓨터 주변장치용 (하드 디스크 드라이브 컨트롤러, 컴퓨터 프린터, 기타) 주문형 반도체를 담당하고 있다.
- 첨단 기술 및 제조: 연구와 개발을 담당하고 있다. ST마이크로일렉트로닉스는 연구개발팀이 16개 있고 설계 및 응용 센터가 39개 있다.

ST마이크로일렉트로닉스는 2001년부터 MEMS 개발에 집중하고 있다. MEMS 연구개발은 ST마이크로일렉트로닉스의 캐스텔레토 연구소에서 처음으로 완성하였다. 그리고 2006년 6월부터 MEMS는 아그라떼 주요 팹에서 양산하고 있다.
초기의 실패로 인하여, ST마이크로일렉트로닉스는 디램이나 개인용 컴퓨터 마이크로프로세서용 휘발성 시장에서 점유율을 상실하였다. 1994년에, ST마이크로일렉트로닉스는 미국 사이릭스와 협력하여 인텔 x인텔 80486와 호환되는 마이크로프로세서의 개발을 시도하였다. 1995년에, 사이릭스 M1 마이크로프로세서라는 한가지 모델만 개발이 완료되었다. 사이릭스 M1 마이크로프로세서는 인텔의 펜티엄 제품군과 경쟁하려는 의도로 생산되었다.

## 제조 설비
팹리스 반도체 회사라고 불리는 기업과 다르게, ST마이크로일렉트로닉스는 팹이 있으며 반도체 웨이퍼 팹을 운영하고 있다. ST마이크로일렉트로닉스는 2006년에 8인치 (200밀리미터) 웨이퍼 팹 5개와 12인치 (300밀리미터) 웨이퍼 팹이 1개 있다.생산되는 대부분의 소자는 (게이트 트랜지스터 폭이) 0.18마이크로미터, 0.13마이크로미터, 90나노미터와 65나노미터의 길이이다. ST마이크로일렉트로닉스는 실리콘 다이를 조립하고 플라스틱이나 세라믹 패키지에 본딩하는, 후처리 공장도 있다.
주요 사업장은 다음과 같다:

### 밀라노와 카타니아
6,000명의 사원이 있는 밀라노 제조설비는 그러노블 사업장만큼 중요한 곳이다. 약 4,000명의 사원이 있는 아그라테 브리안자는 역사적으로 SGS의 본사였던 곳이다. 아그라테 브리안자는 (8인치 (200밀리미터) 팹을 포함하여) 몇 개의 팹 라인이 있고 연구개발 센터가 있다. 300 ~ 400명의 사원이 있는 세티모 밀라네제는 몇 부서와 연구개발 센터가 입점해 있다.
시칠리아 카타니아 제조설비는 5,000명의 직원이 있고 몇 연구개발 센터와 부서가 입점해 있다. 2개의 팹은 플래시 메모리 기술에 집중하고 있다. 카타니아 제조설비는 1961년에 ATES가 미국 RCA와 협약하에 완공하되었고 처음으로 저마늄 기술을 사용했다. 2개의 주요 웨이퍼 팹은 1997년 4월에 현재의 이탈리아 의장인 로마노 프로디가 처음으로 가동한 8인치 (200밀리미터) 팹이다. 지금은 12인치 (300밀리미터) 팹이 건설중이다.

### 그르노블
그르노블 사업장은 ST마이크로일렉트로닉스의 가장 중요한 연구개발 센터중 하나이며, 약 6,000명의 사원이 근무하고 있다. 2,200명의 사원이 있는 폴리곤은 역사적으로 SGS의 본사였던 곳이다. 오래된 웨이퍼 팹 라인은 대부분 폐쇄하였지만 많은 부서 (판매부, 설계부, 산업화부)의 본점이 들어서 있고, 실리콘을 집중하고, 소프트웨어 설계와 팹 공정 개발을 하는 중요한 연구개발 센터가 있다.
크롤 사업장은 8인치 (200밀리미터) 팹과 12인치 (300밀리미터) 팹이 있으며 1990년대에 서브마이크로미터 기술을 개발할 목적으로 최초로 설립된 공용 연구개발 센터가 있다. 이 연구개발 센터는 SGS-톰슨과 프랑스의 전화 기업 프랑스 텔레콤의 연구개발 센터, CNET가 제휴하여 설립되었으며 그러노블 92라고 불렸다. 크롤 1로 알려진 8인치 (200밀리미터) 팹은 1991년대에 SGS-톰슨과 필립스가 제휴하여 최초로 설립되었다. 크롤 1은 새로운 제조 기술을 개발하기 위해서 설립되었으며 1993년 9월 9일에 프랑스의 산업장관 제럴드 롱게가 처음으로 가동을 시작하였다.
12인치 (300밀리미터) 팹은 2003년 2월 27일에 프랑스 대통령 자크 시라크가 준공식을 행하였다. 이 팹은 새로운 나노미터 공정기술의 개발에 집중한 연구개발 센터도 있다. 이 연구개발 센터는 12인치 (300밀리미터) 웨이퍼를 사용하여 90나노미터에서 32나노미터 공정기술을 개발할 목적으로 설립되었으며 결국 더 크롤 2 얼라이언스가 되었다. ST마이크로일렉트로닉스, TSMC, (초기에 필립스 세미컨덕터였던) NXP반도체와 (초기에 모토로라 세미컨덕터였던) 프리스케일 세미컨덕터는 2002년에 제조설비 개발에 협약하였다. 제조설비를 개발하는 기술은 중화민국에서 반도체 제조를 시작한, 세계적인 반도체 파운드리 기업 TSMC가 사용한다.

### 루쎄
3,000명의 사원이 근무하고 있는 루쎄 사업장은 스마트카드, 마이크로컨트롤러, 직렬 플래시와 이이피롬이외에 몇 부서의 지점과 연구개발 센터가 입주해 있다. 루쎄 사업장은 2000년 5월 15일에 프랑스의 국무총리인 리오넬 조스팽이 개관한 8인치 (200밀리미터) 팹이 있다.
이 사업장은 1979년에 유로테크니크가 운영한 4인치 (100밀리미터) 팹을 시작으로 가동되기 시작하였다. 유로테크니크는 프랑스의 생 고뱅과 미국의 내셔널 세미컨덕터가 합작하여 설립했다. 루쎄 사업장은 1981년부터 1982년까지 프랑스 정부가 시행한 국영화 정책으로 인하여 1982년에 톰슨-CSF에 매각되었다. 국영화 기업인, 이전의 톰슨 SA는 1960년대부터 운영해온 엑상프로방스의 중심부에 설립된 사업장을 폐쇄했고 사원은 새로운 루쎄 사업장으로 이전하였다. 초기 4인치 (100밀리미터) 팹은 1996년 초에 5인치 (130밀리미터)팹으로 확장되었고 연말에 6인치 (150밀리미터)팹으로 개선되었다. 하지만 현재는 이팹이 폐쇄된 상태이다.
1988년에 톰슨 루세 공장에서 근무한 (마르크 라수스 이사를 포함한) 사원의 일부 집단은 (이전에 젬플러스라고 알려진) 젬알토라는 기업을 설립하였다. 젬알토는 스마트카드 산업에서 선두기업이 되었다.

### 투르
1,500명의 직원이 근무하는 투르 사업장은 팹과 연구개발 센터가 입주해 있다.

### 앙모키오
1970년에, SGS는 처음으로 싱가포르의 토아파요 지역에 후단 조립공장을 설립하였다. 그리고 1981년에, SGS는 싱가포르에 웨이퍼 팹을 건설하기로 결정했다. 싱가포르 기술 공학자는 이탈리아에서 초기교육을 받았고 1984년에 앙모키오의 팹에서 첫 번째 웨이퍼가 투입되어 소자를 생산하기 시작했다. 8인치 (200밀리미터) 팹으로 확장된 다음에, 앙모키오의 팹은 ST마이크로일렉트로닉스의 중요한 8인치 (200밀리미터) 팹중 하나가 되었다. 앙모키오 사업장은 몇 설계센터도 입주해 있다. 앙모키오 사업장은 현재 6,000명의 사원이 근무하고 있다.

### 그래이터노이디아와 벵갈루루
노이디아 사업장은 1992년에 소프트웨어 공학자 육성 및 소프트웨어 개발을 진행하기 위하여 개관했다. 실리콘 설계 센터는 1995년 2월 14일에 운영하기 시작했다. 120명의 직원이 근무하던 당시에 노이디아 사업장은 유럽밖의 ST마이크로일렉트로닉스 사업장중에서 가장 큰 설계센터였다. 2006년에, 노이디아 사업장의 직원은 약 1,500명이고 계속해서 증가하고 있다. ST마이크로일렉트로닉스는 2007년에 노이디아 센터의 사원수를 1,700으로 늘릴 계획이다.  노이디아 센터는 주요 설계팀이 입주해 있다. 벵갈루루 사업장도 100명의 사원이 근무하고 있다.

## 기타 지역

### 경영 본사
- 스위스 제네바: ST마이크로일렉트로닉스 대부분의 최고 경영부서가 입주한 본사이다. 수백명의 사원이 근무하고 있다.
- 제네바근처의 프랑스 생제니스: 물류본사가 있다. 수백명의 사원이 근무하고 있다.
- 몽루즈, 파리: 판매부와 지원부의 본사가 있다.

### 조립 공장
- 몰타: 1981년에, SGS-톰슨 (현재의 ST마이크로일렉트로닉스)는 몰타에 처음으로 조립 공장을 설립했다. ST마이크로일렉트로닉스는 2007년에 몰타섬에서 주요 고용기업중 하나이다.
- 말레이시아 무아: 약 4,000명의 직원이 근무하고 있다. 이 사업장은 1974년에 톰슨이 설립했고 지금은 조립 공장으로 운영된다.
- 홍콩 근처의 중화인민공화국 선전 (광둥 성): 1994년에, ST마이크로일렉트로닉스와 선전 전자그룹과 합작하여 공동으로 운영하기 위하여 설립한 조립 공장이다. (ST마이크로일렉트로닉스가 60%의 지분을 가지고 있다.) 조립 공장은 푸티안 자유무역지대에 있으며 1996년부터 운영되었다. 이 공장은 약 3,300명의 사원이 근무하고 있다. 새로운 조립 공장은 2008년까지 롱강에 설립될 계획이다. 연구개발, 설계, 판매와 마케팅 사업부는 난산 구역의 히텍 산업단지에 있다.
- 영국 브리스톨: 약 200명의 사원이 근무하고 있다. 연구개발 사업장은 영국 기업 인모스가 설립했다. 인모스 사는 1987년에 유명한 트랜스퓨터 마이크로프로세서의 개발을 시작한 기업이다. 이 사업장은 1994년에 인모스와 같이 ST마이크로일렉트로닉스에 인수되었고 현재 가정용 영상 제품 (세트톱박스, DVD), GPS, 무선 랜 칩과 관련 소프트웨어에 집중하고 있는 최고의 사업장이다.

### 설계 센터
- 모로코 라바트: 160명의 직원이 근무하고 있는 설계 센터이다.
- 이탈리아 나폴리: 300명의 직원이 근무하고 있는 설계 센터이다.
- 이탈리아 레체: 어드밴스트 시스템 테크날러지 그룹에 20여개의 연구소가 입주해 있는 하드웨어와 소프트웨어 설계 센터이다.
- 미국 새너제이 실리콘 밸리: 120명의 사원이 판매, 설계 및 제품응용을 담당하고 있다.
- 미국 랭커스터: 응용제품 설계, 지원과 판매부서가 있다.
- 체코 프라하: 100명에서 200명정도의 사원이 있다. 응용제품 설계와 지원부서가 있다.
- 튀니지 튀니스: 300명의 직원이 있다. 응응제품 설계 및 지원부서가 있다.
- 프랑스 니스근처의 소피아 앙티폴리스: 수백명의 사원이 근무하고 있는 설계 센터가 있다.
- 영국 브리스톨: 설계 센터가 있다.
- 영국 에든버러: 설계 센터가 있다.
- 독일 그라습런: 응용제품 설계 센터가 있다.
- 터키 이스탄불: 판매 사무소 및 응용제품 설계 센터가 있다.
- 캐나다 오타와: 1993년에, SGS-톰슨은 캐나다의 오타와에 연구개발 센터와 팹이 있는 노텔의 반도체 사업부를 인수했다. 팹은 2000년에 폐쇄되었지만, 연구개발 센터, 후미 지원부와 판매부는 여전히 이 사업장에서 운영되고 있다.
- 이탈리아 시칠리아 팔레르모: 설계 센터가 있다.
- 인도 벵갈루루: 설계 센터가 있다.
- 벨기에 자벤템: 100명의 사원이 있다. 응용제품 설계 센터가 있다.

### 영업 사무소
- 중국 상하이
- 중국 베이징
- 미국 라호야
- 미국 렉싱턴
- 미국 샴버그
- 미국 휠손빌
- 영국 말로
- 영국 리딩
- 한국 서울
- 일본 도쿄
- 일본 오사카
- 일본 나고야: 판매부 및 지원부가 있다.

### 폐쇄될 지역
애리조나주 피닉스에 있는 8인치 (200밀리미터) 팹, 텍사스주 캐럴턴에 있는 6인치 (150밀리미터) 팹과 모로코 아인세바에 있는 팹은 폐쇄할 계획을 수립중이며 폐쇄는 2010년까지 완료될 예정이다.
캐럴턴 사업장은 텍사스 인스트루먼트의 이전 직원이 설립했던 미국 기업인, 모스텍이 1969년에 건설했다. 모스텍은 유나이티드 테크놀로지스에 인수되었으나, 다시 톰슨 세미컨덕터가 1985년에 인수했다. 초창기 4인치 (100밀리미터) 팹이 운영되던곳은 1988년에 6인치 (150밀리미터) 팹으로 시설이 확장되었다. 영국기업 인모스의 콜로라도스프링스 사업장은 1989년에 SGS-톰슨에 인수되면서 캐럴턴으로 이전했다. 그 이후에 캐럴턴 사업장은 웨이퍼 검사에 집중하고 있다. 2007년 7월 10일에, ST마이크로일렉트로닉스는 이 사업장을 폐쇄한다고 발표했다.
SGS가 처음으로 미국에 진출한 사업장은 1980년대 초에 피닉스에 설립한 판매 사무소였다. SGS-톰슨으로 합병된 이후에, 8인치 (200밀리미터) 팹은 1995년에 피닉스 사업장에 완공되었다. 클롤 1이후에 ST마이크로일렉트로닉스의 2번째 8인치 팹인, 피닉스 사업장은 처음에 사이릭스용 마이크로프로세서 생산을 전담했다. 현재 8인치 (200밀리미터) 팹은 ST마이크로일렉트로닉스용 제조설비로 사용된다. 2007년 7월 10일에, ST마이크로일렉트로닉스는 이 사업장을 폐쇄한다고 발표했다.
모로코 카사블랑카 사업장은 2개 조립 공장 (부스쿠라과 아인세바)으로 구성되며 약 4,000명의 사원이 근무하고 있다. 카사블랑카 사업장은 톰슨 SA가 1960년대에 설립했다. ST마이크로일렉트로닉스는 모로코의 최대 수출기업이다.

### 폐쇄된 지역
- 6인치 (150밀리미터) 팹이 입주해 있던 프랑스 렌 사업장은 2004년에 폐쇄되었다.
- 4인치 (100밀리미터)팹이 있는 캘리포니아주 란쵸 베르나르도 사업장은 노텔이 설립했으며 1994년에 SGS-톰슨이 인수했다. 이 사업장은 1996년에 6인치 (150밀리미터) 팹으로 확장됐다.

### 신설될 지역
- ST마이크로일렉트로닉스는 중국 파운드리 합작기업 "후아홍 NEC 전자 사"와 협상하고 있다. 중국 상하이 사업장은 12인치 (300밀리미터) 팹이 설립되어 있다. 파운드리의 경영기업은 후아홍과 일본의 니폰 전기이다.[출처 필요]
- 2007년 8월 8일에, ST마이크로일렉트로닉스는 노키아의 마이크로칩 개발팀을 인수했고 휴대전화용 주문형 반도체 개발에 집중적으로 투자할 계획이다. 인수는 영국 사우스우드에 있는 노키아의 주문형 반도체 팀도 포함되며 핀란드의 일부지역에 사업장을 설립할 계획이다.[6][7][8]

## 같이 보기
- IMEC

## 참조
1. ↑  “파츠고 : 네이버 블로그”. 2020년 10월 24일에 확인함.
2. ↑  www.etnews.com (2011년 9월 29일). “[창간기획]ST마이크로는”. 2020년 10월 24일에 확인함.
3. ↑  최기창 기자. “ST마이크로일렉트로닉스, GaN 혁신기업 엑사간 최대 지분 인수”. 《인더스트리뉴스》.
4. ↑  이공흠 기자. “ST마이크로일렉트로닉스 - ITFIND”.
5. 1 2 3  ST | STMicroelectronics Outlines Next Steps to Improve Cost Structure | C2542C
6. ↑  ST | Nokia and STMicroelectronics plan deeper ties in 3G technology development | C2547C
7. ↑  Nokia - ShowPressRelease
8. ↑  Nokia lines up chip transfer to ST